# Santo Antônio do Monte
Santo Antônio do Monte é um município brasileiro do estado de Minas Gerais. Sua população recenseada  em 2022 era de 27 295 habitantes.
É conhecida como a "capital brasileira dos fogos de artíficio", devido a este ser sua principal atividade econômica.

## História
Santo Antônio do Monte é um município de origem portuguesa, em particular de açorianos, que chegaram a estas terras através de Pitangui.
O primeiro colonizador a chegar no território de Samonte foi o bandeirante Antônio Rodrigues Velho, conhecido como Velho da Taipa, que descobriu ouro em Pitangui e passou pela região por volta de 1730. Conforme relatou seu neto Inácio de Oliveira Campos em um processo de sesmaria.

### De um acampamento bandeirante à cidade dos fogos de artifício
Nos primeiros dias de setembro de 1731 a primeira estrada real com seus pontos de acampamento foram abertos pelo bandeirante paulista João Batista Maciel, pois não havia qualquer estrada na região e precisou abrir uma quando encontrou ouro próximo ao rio Piumhi e foi à cidade de Pitangui em uma rota mais direta possível entre as duas cidades, voltando em seguida com uma grande comitiva, conforme está escrito na história da cidade de Piumhi. A existência da estrada desde 1731 é confirmada por um requerimento dos moradores montenses ao prefeito em 1933, dizendo que a estrada tinha mais de 200 anos. Este requerimento é citado por Dilma Moraes no livro "Santo Antônio do Monte - Doces namoradas políticos famosos", 1983, pg 86.
O local onde hoje é a cidade de Santo Antônio do Monte foi escolhido como ponto de parada, conforme uma escritura de sesmaria de 1769, citando a "paragem denominada Santo Antônio do Monte". O nome da paragem, e consequentemente da cidade, pode ter sido escolhido pelo Sargento-mor Gabriel da Silva Pereira, durante uma bandeira em 1758 este esteve na região e era devoto do Santo, além já haver erguido uma capela com este nome em outra localidade.
A primeira capela já aparece em um mapa da década de 1770 e foi construída pelo Guarda-Mor Francisco Pereira Tavares, confirmada em 08 de junho de 1782, pelos herdeiros do Guarda-Mor, dono da Sesmaria “Alta Serra”, foi lavrada uma escritura onde se legalizava a doação de terras do patrimônio do local, feita, tempos atrás, pelo antigo proprietário. As terras passaram a pertencer à Sesmaria da Capela do Alto Santo Antônio do Monte. Estes são os mais antigos registros sobre o local. A capela teve concessão de pia batismal em 16 de maio de 1802.
Em 1847, o povoado se tornou distrito e em 24 de maio de 1854, pela lei nº. 693, o Curato foi elevado a Paróquia e recebeu seu primeiro vigário, o Padre Francisco Alexandrino dos Santos. Em 3 de junho de 1859, o Distrito foi elevado à categoria de Vila, pela lei nº.981, mas só foi instalada em 29 de julho de 1862, após cumprir as determinações legais, quando alcançou sua emancipação político-administrativa. Em 1865, devido a disputas provinciais entre liberais, no poder e, conservadores, na oposição, a Assembléia Geral aprovou a supressão da Vila de Santo Antônio do Monte, que foi posteriormente restaurada em 1871, graças aos esforços dos deputados provincianos Revmo. Vigário Francisco Alexandrino da Silva e Dr. Antônio da Silva Canedo. Em 16 de novembro de 1875, após intensos esforços de toda a comunidade, a Vila de Santo Antônio do Monte foi elevada à categoria de cidade, por meio da lei 2.158. O início da fabricação de fogos na cidade foi em 1859.

### Estradas reais
Estradas que eram abertas e mantidas pelo governo na época da coroa portuguesa são consideradas estradas reais.
Conforme mapas antigos, a primeira aberta no território de Santo Antônio do Monte foi em setembro de 1731 e que fazia a rota de Pitangui a Piumhi, chegando pela estrada de terra de Araújos e passando pelo povoado de Francisco Brás, centro da cidade, povoado Ponte Pedra, povoado Espraiado Veloso, e saindo em direção à cidade de Arcos. Esta estrada passa pelas cidades de Pitangui, Conceição do Pará, Nova Serrana, Perdigão, Araújos, Santo Antônio do Monte, Arcos, Pains, Pimenta e Piumhi.
A segunda estrada foi feita em 1739 e era um desvio no povoado de Francisco Brás com destino a Itapecerica, passando pelo distrito de São José dos Rosas, povoado de Raposo e pela cidade de Pedra do Indaiá.

## Localização
Santo Antônio do Monte está inserida na região centro-oeste do estado de Minas Gerais e possui aproximadamente 40 mil habitantes.
Seus principais acessos se dão por uma importante ferrovia, a Linha Garças a Belo Horizonte da antiga Estrada de Ferro Oeste de Minas (atualmente concedida ao transporte de cargas) e pelas rodovias estaduais MG-164 e MG-429.

## Economia
Tem como principal atividade econômica à produção de fogos de artifício e pólvora que garante emprego e renda a um expressivo contingente de trabalhadores, além de outros ramos dinâmicos nos setores da indústria e de serviços. Paralelo a essa produção industrial, há um importante setor agropecuário que contribui de forma eficaz para o desenvolvimento municipal. A fabricação começou na cidade em 1859.
Na atividade pirotécnica, diversas indústrias de fogos de artifício, o sindicato de classe e um centro de pesquisa tecnológico em pirotecnia estão localizados na cidade. Existem cerca de 76 empresas deste ramo na cidade.

## Capital nacional dos fogos de artifício
Com início da fabricação em 1859 pelas mãos de Luiz Mezêncio da Silva, o macota, os fogos de artifício hoje são tão importante para a cidade que em seu brasão, estão representados em forma de foguetes entre as engrenagens. A cidade possui cerca de 60 indústrias de fogos de artifício.
Em 2002, a Assembleia Legislativa do Estado de Minas Gerais transformou em Pólo Industrial de Pirotecnia, a região de Santo Antonio do Monte e cidades ao redor como: Lagoa da Prata, Pedra do Indaiá, Japaraíba, Itapecerica, Arcos, Araújos, Moema e Luz. Empresas como Fogos Caramuru, Inbrasfogos, Fogos Caruaru, Pirocolor, Fogos Confiança, dentre outras possuem suas fábricas na cidade.
Anualmente, a cidade recebe a Feira Nacional de Pirotecnia (FENAPI), realizada desde 2019 pela AME Pirotecnia em parceria com a FIEMG e as indústrias da região.